# Daniel (personaje bíblico)
Daniel (en hebreo: דָּנִיּאֵל‎, romanizado: Dāniyyêl; en griego antiguo: Δανιήλ, romanizado: Daniḗl; y en latín: Daniel) es un personaje de la Biblia, considerado el autor y protagonista principal del Libro de Daniel, que se presenta como su autobiografía, seguida de algunas visiones proféticas de carácter apocalíptico.
En el judaísmo, Daniel es considerado el autor del libro homónimo, el cual es parte de los Escritos o Ketuvim, pero no un profeta. Ocho ejemplares del libro encontrados entre los Rollos del Mar Muerto y los relatos adicionales del texto griego son un testimonio de la popularidad de Daniel en la época del Segundo Templo.
Los cristianos, en cambio, lo incluyen entre los profetas mayores del Antiguo Testamento. En las Iglesias católica, ortodoxa y otras orientales también es venerado como santo. 
El consenso actual de los historiadores, aceptado por varios autores confesionales, es que Daniel es un personaje legendario, bajo cuyo nombre se escribió, en el siglo II a. C., un libro apocalíptico que aludía al reinado del monarca helenístico Antíoco IV Epífanes.

## El nombre Daniel

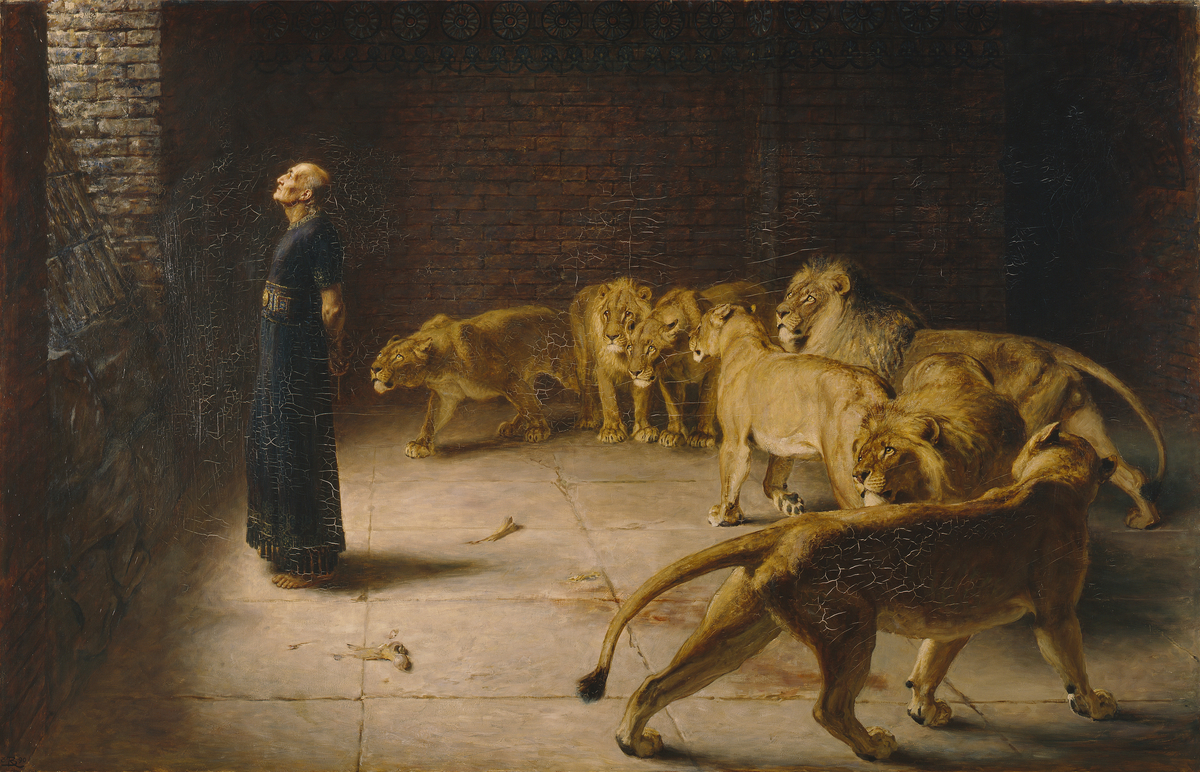
Daniel en el foso de los leones. La respuesta de Daniel al rey, óleo por Briton Rivière, 1892.

Daniel es un nombre hebreo que consta de dos partes: el primer segmento proviene del verbo דין (din) 'juzgar', 'contender' o 'alegar' y la porción final es אל ('El), 'Dios', 'divinidad'. La partícula י (i) ha sido interpretada tanto como un hiriq, denotando pertenencia, o como un yod posesivo de primera persona (como en el hebreo moderno). Por lo tanto Daniel suele traducirse como 'Dios es mi Juez' o 'Juicio de Dios'. La Enciclopedia Judía lo interpreta, a la luz de Gn 30:6, como ‘Dios es el defensor de mi derecho’.

## Vida de Daniel
Las únicas referencias a Daniel se encuentran en el libro bíblico que lleva su nombre las cuales pueden complementarse con los datos suministrados por Flavio Josefo, cuyas fuentes se desconocen. Según este autor, Daniel pertenecía a una familia noble del Reino de Judá, tal vez emparentada con la realeza.

### Formación
Nabucodonosor II ordenó escoger un grupo de jóvenes hebreos para su servicio, debiendo ser educados previamente en las tradiciones de los escribas. Los elegidos fueron Daniel y tres jóvenes de su misma tribu: Ananías, Misael y Azarías quienes fueron confiados al cuidado de Aspenaz, jefe de los eunucos. 
Los jóvenes fueron introducidos en la cultura mesopotámica, aprendiendo su lengua, su escritura y su tradición literaria motivo por el cual recibieron nombres en lengua acadia tardía; el texto bíblico los transcribe como Beltsasar o Baltasar (Balâtsu-usur, ' Protege su vida' o bien Bēl-šarra-uṣṣur, 'Bel, protege al rey'), para Daniel, y Sadrac, Mesac y Abednego, para los otros tres jóvenes respectivamente. Fueron alojados en el palacio real, hoy identificado con la zona arqueológica de Kasr, en la margen occidental del Éufrates.
La tradición judía sostiene que estos jóvenes fueron convertidos en eunucos.
Daniel y sus compañeros, no obstante residir en la corte, mantuvieron sus prácticas kosher de alimentación revelándose, siempre según el relato de su libro, que este régimen los hacía más saludables que los demás jóvenes que vivían en el palacio.
Después de una formación de tres años, Daniel y sus tres compañeros, fueron presentados ante Nabucodonosor quien, dice el texto: "los halló diez veces mejores que todos los magos y astrólogos que había en su reino".

### En la corte de Babilonia
En el segundo año de reinado de Nabucodonosor, el monarca tuvo un sueño que lo dejó profundamente angustiado, por lo que convocó a sus astrólogos y expertos en artes adivinatorias, y les exigió lo interpretasen; para asegurarse de que no lo engañaran en el momento de interpretar su sueño, los puso a prueba explicándoles que existía una gran dificultad: les dijo que había olvidado su propio sueño.
Ante la falta de respuesta satisfactoria de parte de sus sabios, el rey se irritó y ordenó que los ejecutasen. Daniel, que no había estado presente en ese episodio, fue también arrestado pero, al enterarse acerca de lo ocurrido, habló con Arioc, jefe de la guardia, y solicitó un plazo para poder responderle al soberano. La petición le fue concedida. Entre tanto, Daniel y sus compañeros oraron a Yahveh pidiendo les revelase el misterio.
Esa noche, en una visión, le fue revelado a Daniel el sueño del monarca y, al día siguiente, el profeta se presentó en la corte proporcionando subsecuentemente el relato del sueño de Nabucodonosor así como también su correspondiente interpretación. Este hecho marcó el reconocimiento de Daniel, quien fue subsecuentemente nombrado gobernador de la provincia de Babilonia y jefe de sabios y expertos. Del mismo modo, los tres jóvenes judíos recibieron importantes cargos en la administración imperial.
Daniel permaneció en la corte real durante todo el reinado de Nabucodonosor y continuó ligado a ella cuando Belsasar le sucedió en el trono. El libro de Daniel omite la existencia de Evilmerodac, Neriglisar, Labashi-Marduk y Nabonido, considerando a Belsasar haber sido hijo de Nabucodonosor. Algunos autores postulan que el término hijo no se utiliza literalmente, sino con el sentido de descendiente.
En todos esos años los relatos mencionan el episodio del ídolo de oro, en el cual los tres jóvenes fueron arrojados a un horno ardiente, y otro que, presentado como un testimonio del propio rey, narra la transformación de Nabucodonosor en bestia.

### El banquete de Baltasar

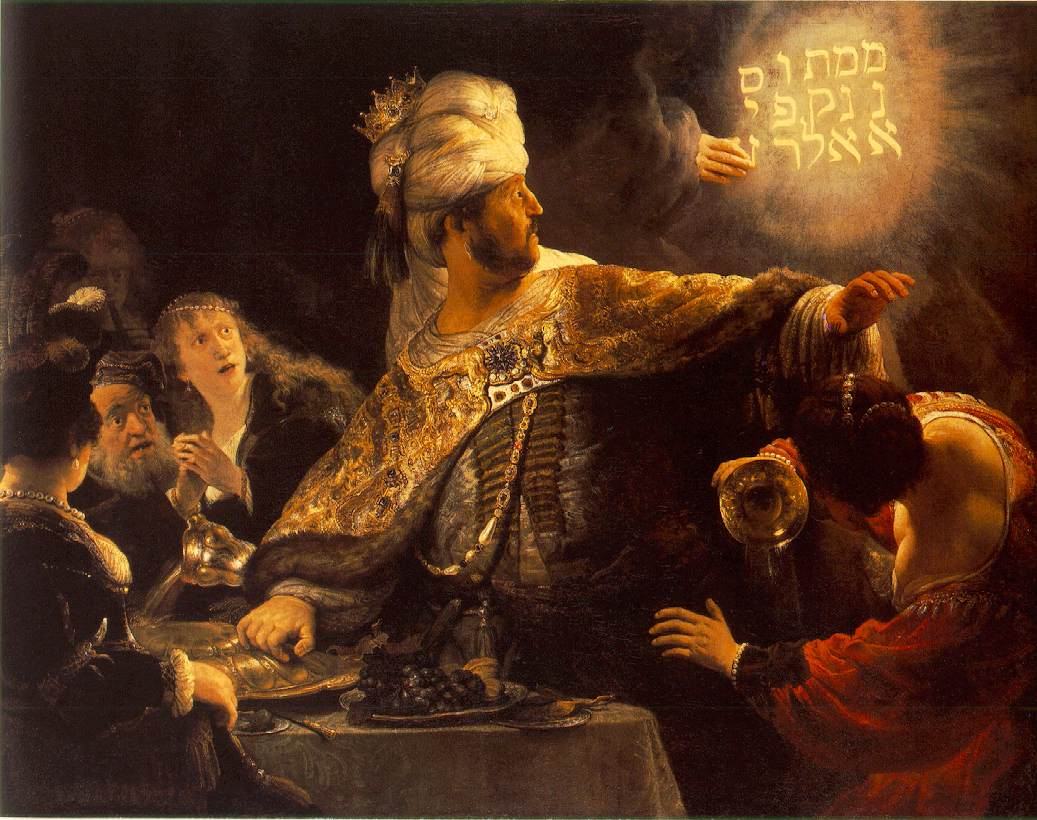
El banquete de Baltasar, de Rembrandt (1635).

En el capítulo 5 del Libro de Daniel se cuenta el episodio conocido como el banquete de Baltasar (o Belsasar). En esa ocasión el soberano corregente de Babilonia —ya que el monarca primero era su padre Nabónido— celebraba un festín en compañía de sus nobles cuando tuvo la ocurrencia de beber en los vasos sagrados substraídos del Templo de Jerusalén. De inmediato una misteriosa escritura apareció en la pared, trazada por una mano espectral, la cual ninguno de los sabios fue capaz de interpretar. Llamado Daniel, por sugerencia de la reina quien recordaba su desempeño de otrora, este censuró al rey y, sin aceptar sus promesas de obsequios, descifró la escritura. El texto anunciaba, en arameo, la caída de Babilonia en manos de los persas.
Baltasar cumplió lo prometido y nombró a Daniel tercer señor del reino, pero esa misma noche la ciudad fue tomada y el rey, muerto.

### En el foso de los leones

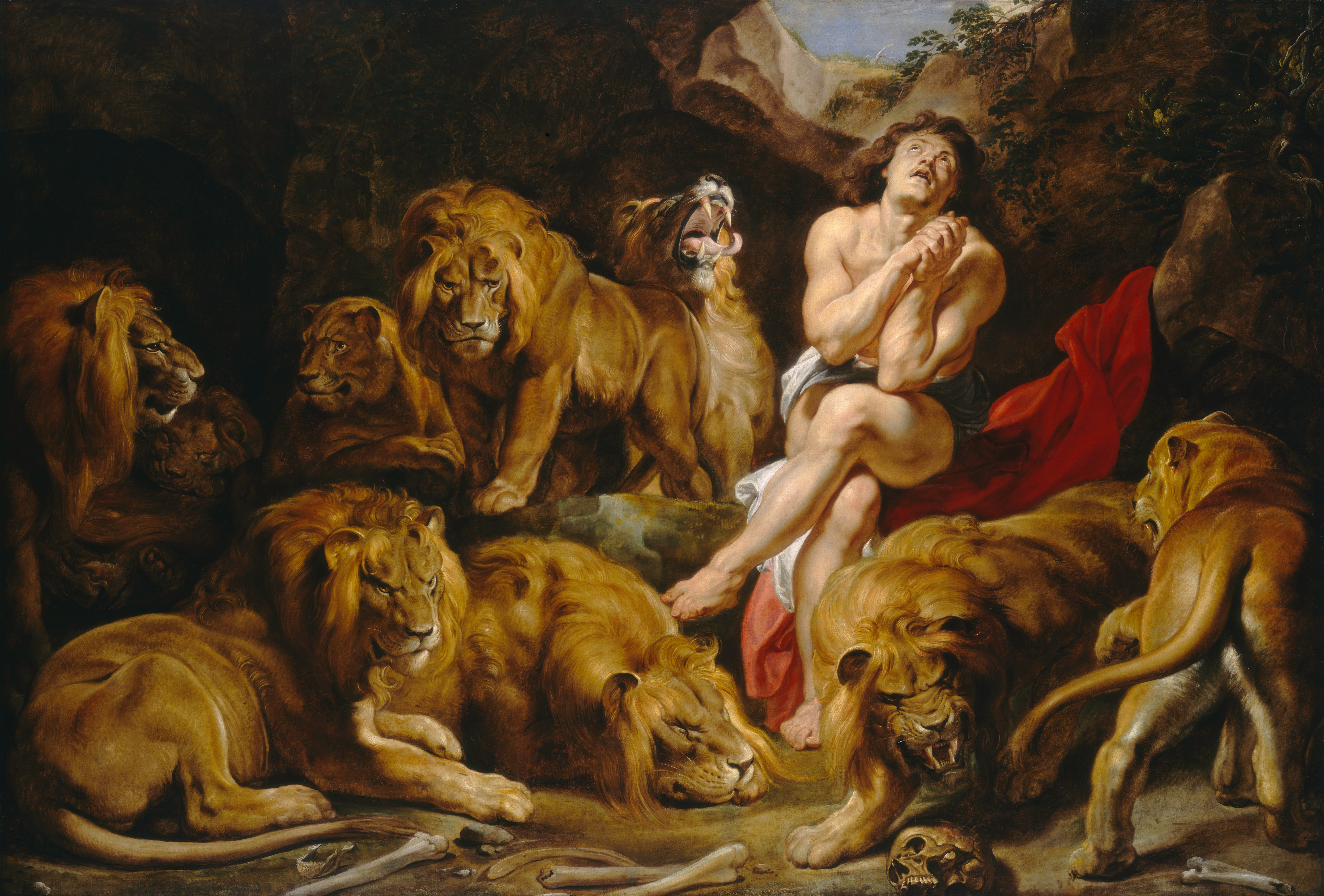
Pintura de Peter Paul Rubens.

A tenor de lo narrado por el libro de Daniel, tras la caída de Babilonia el sucesor de Belsasar fue Darío el medo, personaje desconocido por ninguna otra fuente histórica aparte del libro bíblico.
Bajo el reinado de este soberano tiene lugar un complot de los sátrapas contra Daniel que derivó en su encierro en el pozo de los leones; esta intriga se valió de la fidelidad a Dios del protagonista, pues un edicto caprichoso sugerido al rey por aquellos prohibía cualquier petición, fuera a un dios o a un hombre excepto el soberano, durante 30 días (Daniel 6:1-9). Cuando Daniel supo que el edicto había sido firmado, entró a su casa y oró tres veces al día, como lo solía hacer anteriormente; entonces dichos hombres lo hallaron orando a Dios, por lo que fue acusado de violar el edicto real del rey y, por ello, arrojado al foso de los leones, en el cual no sufrió daño alguno. (Daniel 6:10-16).
A la mañana siguiente, cuando Darío comprobó el portento, ordenó liberar a Daniel y echar al foso a sus acusadores, quienes perecieron inmediatamente al ser brutalmente devorados por las bestias (Daniel 6:19-28). 
En la sección deuterocanónica sobre la Historia de Bel y el Dragón se menciona también la sucesión de Astiages, la entronización de Ciro II el Grande y el episodio por el cual Daniel revela el fraude de los sacerdotes de Bel que habían convencido al rey de que el dios comía las ofrendas, siendo que eran ellos quienes lo hacían.

### El profeta

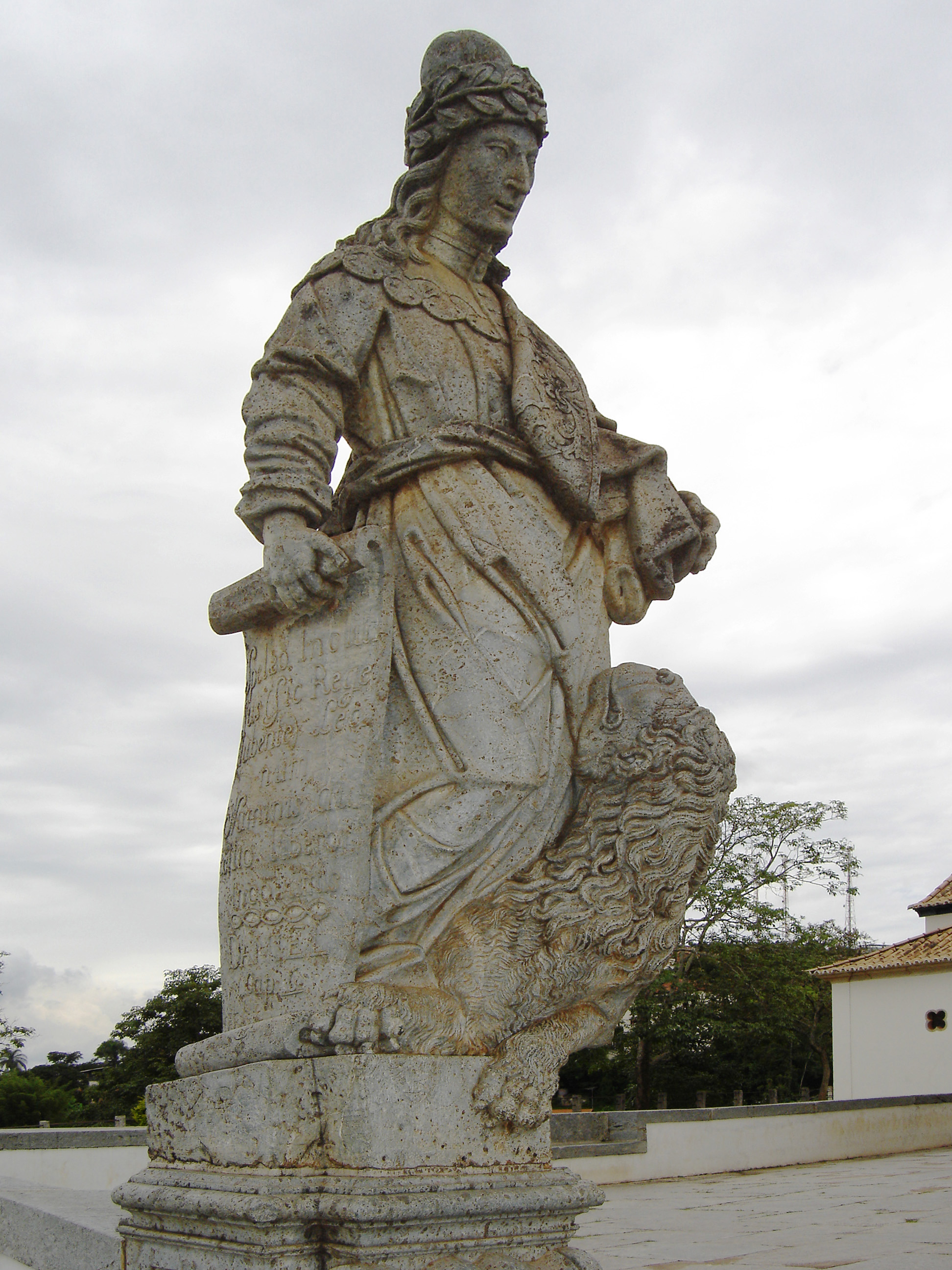
Profeta Daniel, por Aleijadinho, Congoñas, Minas Gerais, 1800-5.

Durante gran parte de su vida, cuenta el libro homónimo, Daniel recibió diversas visiones apocalípticas que anunciaban, por medio de símbolos y claves numéricas, la instauración del Reino de Dios sobre la tierra.

### Muerte de Daniel
Acerca de la muerte de Daniel no existen testimonios bíblicos y las tradiciones posteriores no aclaran si regresó al territorio de Judea o permaneció en Mesopotamia, pero esto último parece lo más seguro.
Dado que aún vivía durante el reinado de Ciro, en Babilonia a partir de 539 a. C., es posible que alcanzara una edad centenaria. Su muerte se sitúa, entonces, entre el tercer año de reinado del mencionado soberano persa, es decir entre 536 y 530 a. C., cuando muere Ciro (pues ya no se menciona su presencia en tiempos de Cambises). Es muy probable que tuviera lugar en Babilonia pero, dado que su tumba se veneraba en Susa, algunos autores se inclinan por esta última ciudad.

## Tumba de Daniel

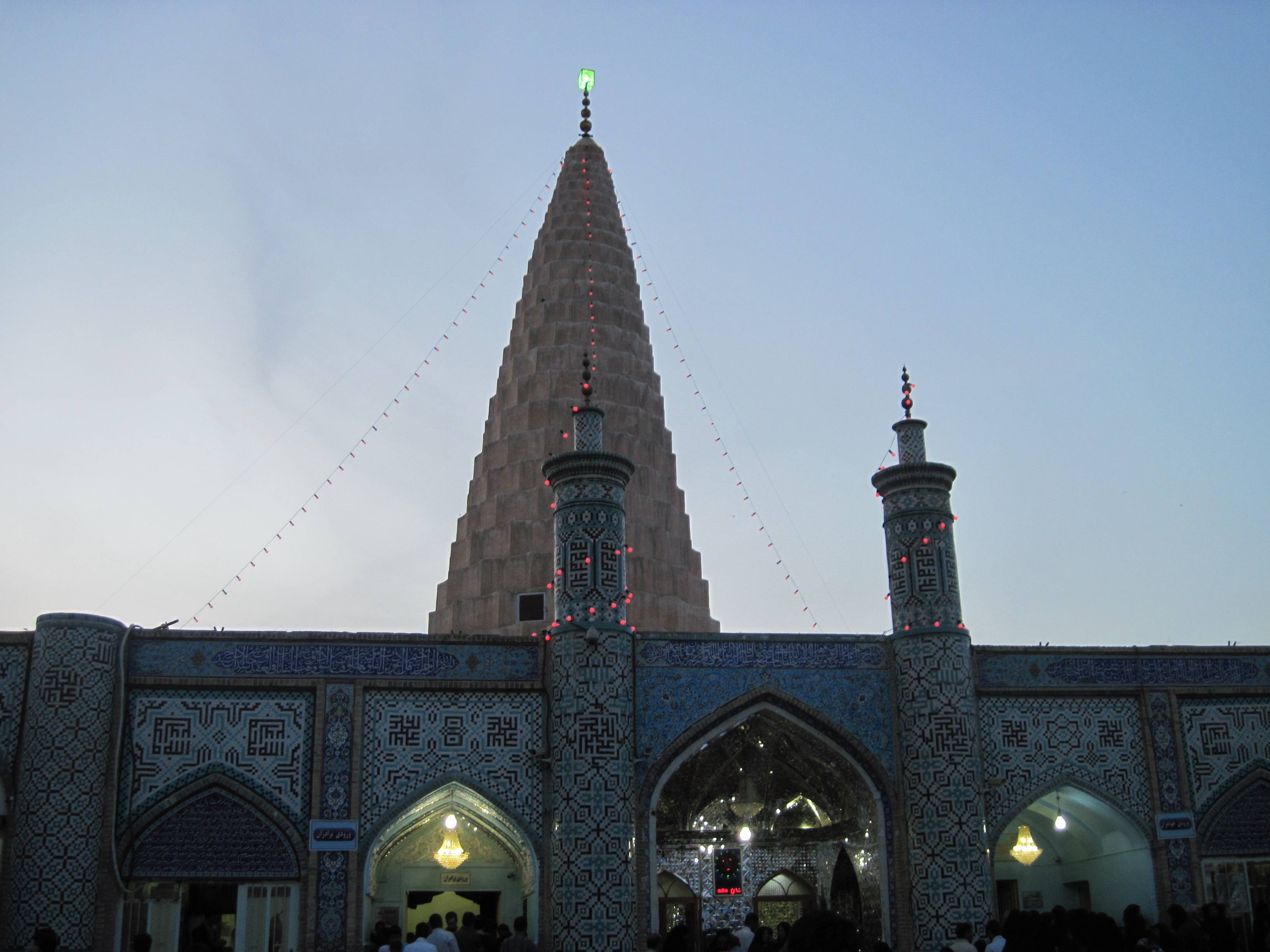
Tumba del profeta Daniel en Susa.

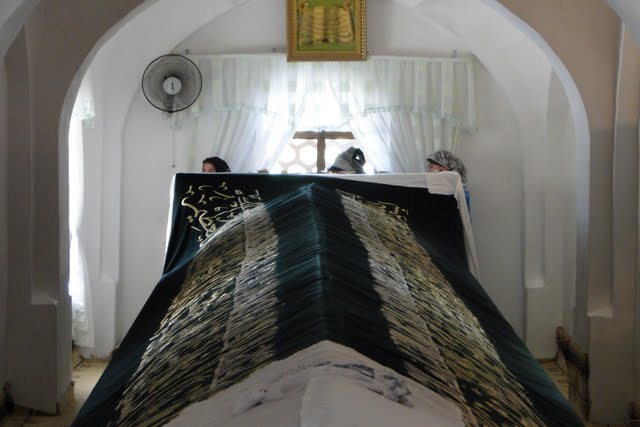
Tumba de Daniel en Samarcanda.

Existen al menos seis lugares diferentes que pretenden poseer la tumba de Daniel: 
1. Babilonia, en el actual Irak. Este emplazamiento se basa en el Martyrologium Romanum que dedica el día 21 de julio para conmemorarlo y declara que fue enterrado en aquella ciudad, en una cripta real.
2. Susa‌, Irán. Según una antigua tradición local, compartida por judíos y musulmanes, el profeta fue enterrado en esa ciudad. Testimonios de escritores árabes, sirios y persas desde el siglo VII relatan la historia de ese sepulcro; Benjamín de Tudela (1160) narra en sus escritos como era reclamado por los moradores de ambas riberas del río Coaspes (hoy Karkheh, el Ulai de la Biblia) hasta que el shah Shanjar (quizás Sharvaraz) ordenó colocar el féretro en el centro de un puente que lo cruzaba.[25] En la actualidad el lugar de la misma es un popular santuario.[26] El mausoleo data de la segunda mitad del siglo XIX, caracterizado por su torre cónica de yeso blanco que corona la obra y los dos pequeños minaretes. Este tipo de torres es típico del suroeste de Irán y de las zonas vecinas de Irak.[27]
3. Kirkuk, Kurdistán iraquí. En la ciudadela de Kirkuk se encuentra también una tumba atribuida a Daniel. El sitio fue originalmente un edificio religioso judío, más tarde una iglesia cristiana y por último una mezquita musulmana. En la misma, actualmente, se encuentran cuatro tumbas que, se dice, pertenecen a Daniel y los tres jóvenes.[28]
4. Samarcanda, Uzbekistán. En las afueras de Samarcanda existe otra tumba de Daniel. Según una leyenda local, Tamerlán, intentaba conquistar Siria o, según otras versiones La Meca,  sin éxito hasta que uno de sus consejeros le aseguró que sus derrotas se debían a la presencia, en ese territorio, de la tumba del profeta. En una acción militar, el conquistador logró apoderarse del cuerpo, al cual hizo trasladar hasta sus dominios del Asia Central. De esta tumba mana una fuente de agua a la que se atribuyen propiedades curativas.[29][30][31]
5. Muqdadiyah, Irak. En el año 2007, después de un bombardeo en el pueblo de Al Wajihiya, cerca de Muqdadiyah algunas fuentes mencionaron la presencia de la tumba de Daniel como un objetivo de los grupos insurgentes locales. La tumba, situada en el Gobierno de Diyala, fue atacada y dañada, incluyendo su domo de color verde.[32][33]
6. Mala Amir, Kurdistán iraní. La Enciclopedia Judía señala otra tumba de Daniel a cinco días de marcha de Dizful, cerca de Mala Amir.[28]

## Profecías y visiones
Para más información sobre este tema véase: Libro de Daniel
Según el libro de Daniel, este profeta recibió dos visiones durante el primer y el tercer año de Belsasar. En ellas diferentes animales fantásticos aparecieron ante su vista para representar la sucesión de reinos posteriores al Imperio Babilónico hasta un tiempo indeterminado cuando serían destruidos y alguien como un hijo del hombre; que representa mayoritariamente en el Judaísmo a "los santos del Altísimo", es decir el resto del pueblo judío, asumiría el poder en un mundo renovado, mientras que en el Cristianismo representaría a Jesucristo, quien se proclamó el personaje de esa visión (Mateo 26:64), quien reinaría en el futuro sobre los reinos del Mundo junto con sus Santos
Quizás la más célebre profecía atribuida a Daniel sea la de las Setenta Semanas. La narración bíblica dice que en el primer año de mencionado rey Darío, Daniel constató en los escritos de Jeremías que se aproximaba el fin de los setenta años de desolación de Jerusalén. Recibió entonces, una revelación transmitida por medio de Gabriel donde se anunciaba la reconstrucción de la ciudad, la muerte de un Ungido (Mesías) y el cumplimiento de todas las profecías. La predicción fijaba los plazos para estos eventos por medio de semanas que, según todos los comentaristas, corresponden a períodos de siete años. Otra profecía muy conocida, es la del carnero y el macho cabrío, en la cual se le muestra la derrota y conquista de imperio medo y el imperio persa a manos de Alejandro Magno.
Más tarde, siempre a tenor del libro bíblico, cuando corría el tercer año de Ciro (536), Daniel recibió nuevas visiones apocalípticas donde se le muestra a los ángeles protectores de Persia, Javán (Grecia) e Israel contendiendo en favor de sus respectivas naciones. También se le anuncian invasiones y guerras en la tierra de Israel, protagonizadas por personajes enigmáticos designados como el rey del norte y el rey del sur, posiblemente algunos de los soberanos helenísticos. 
Daniel describe la existencia de un reino que oprimirá al pueblo elegido, imponiendo nuevas leyes, prohibiendo el culto según la Torá y exigiendo la adoración del soberano. Finalmente el reino será destruido por el poder de Dios. Este reino, según la crítica bíblica (incluso autores confesionales) es el seleúcida bajo Antíoco IV, llamado Epifanes, contra el cual se alzaron los Macabeos , mientras que otros opinan que habla del Imperio Romano y de un futuro enemigo de Dios al que los Cristianos comparan con la Bestia de Apocalipsis, debido a que este personaje que quita el continuo sacrificio tanto en Daniel 8, 9 y 11 surge tras la caída de las 4 divisiones del Reino de Grecia (Daniel 8:23), cumpliéndose con el Imperio Romano, quien se convirtió en Imperio tras la caída del último reino de Grecia; los Ptolomeos, en el 27 a. C.
La exégesis tradicional, seguida por el fundamentalismo, considera que el soberano opresor corresponde al Final de los Tiempos.

## Daniel como personaje histórico
Existe una referencia sobre Daniel en el libro de Ezequiel (capítulo 14:14); en la misma se lo considera como un modelo de sabio, esto ha llevado a considerar que el pasaje se refiere a Dan-El, un mítico héroe cananeo y fenicio, postura rechazada por Dressler, pero aceptada por gran parte de la comunidad académica.
La tendencia entre los comentaristas bíblicos que utilizan el método de análisis literario es que el libro de Daniel es un relato popular destinado a subrayar algunos temas importantes para la nación judía en años previos a la persecución de Antíoco IV Epífanes. El lenguaje del libro y las inexactitudes acerca del período en el cual está situado (imperio neobabilónico y conquista persa) en contraste con la minuciosidad de las descripciones de Antíoco, tienden a sugerir esta noción. Este es también el consenso entre los historiadores y arqueólogos.
Los autores conservadores, por el contrario, lo consideran un personaje histórico. Según estos estudiosos, el sabio mencionado por Ezequiel corresponde al profeta, ya que Ezequiel se refiere a su persona en un contexto de ejemplo de fidelidad al Dios de Israel, mientras que el Dan-El de Ugarit era un politeísta idólatra, de modo que no pueden ser el mismo. No obstante, el contexto menciona a Daniel junto con personajes que vivieron en el pasado, como Noé y Job, modelos de sabiduría, y no parece que aluda a un contemporáneo menor del profeta.
Tomando una posición intermedia entre ambos postulados, la Encyclopaedia Iranica considera que Daniel habría sido un profeta histórico del siglo VI a. C., pero que las historias bíblicas respecto a su figura se fueron desarrollando siglos después y que el libro no llegó a su forma final sino hasta tiempos de Antíoco (167-164 a. C.).

## Conmemoración litúrgica
La Iglesia ortodoxa celebra la fiesta de San Daniel, el Profeta junto con la de Los Tres Jóvenes el Domingo de los Santos Patriarcas que suele caer entre el 11 y el 17 de diciembre, es decir el último domingo antes de la Navidad. La profecía del capítulo 2 de su libro (D. 2:34-35), sobre la piedra que destruyó el ídolo de los pies de barro, suele ser usada en la himnología como una metáfora de la Encarnación. Así la "piedra" es Cristo y el que haya sido "no cortada por mano humana" se refiere al nacimiento virginal, siendo la Virgen María, o la Theotokos, la "montaña no cortada".
En la Iglesia católica, su onomástico se celebra el 21 de julio.
También es conmemorado en el Calendario de los Santos de la Iglesia Luterana de Misuri junto con los Tres Jóvenes el 17 de diciembre, coincidiendo con la celebración ortodoxa.
La Iglesia Copta, por su parte, lo celebra el 23 de Baramhat, equivalente al 3 de abril.

## En la literatura rabínica
Según la tradición rabínica, Daniel pertenecía a la realeza; su destino fue profetizado por el propio Isaías cuando le dijo al rey Ezequías: "y tus hijos, que tú has engendrado,  serán eunucos en el palacio del rey de Babilonia" También se alaba a Daniel con estas palabras: "Si estuviera en un platillo de la balanza y todos los sabios de los gentiles en el otro; él sería más pesado que todos ellos". Se dice que Nabucodonosor lo admiraba mucho, a pesar de que se hubiese negado a rendirle honores divinos y que cuando el joven le reveló el sueño que había olvidado no tuvo ninguna duda de que su interpretación del mismo era correcta.

## Daniel en el Islam
Los musulmanes consideran a Daniel como un profeta, a pesar de no ser mencionado en el Corán. Las tradiciones islámicas dicen que predicó en el Irak durante los reinados de los reyes persas Lahorasp y Ciro, a los cuales enseñó la unicidad de Dios y exhortó al pueblo a retornar a su culto. El historiador Al Tabari cuenta que Daniel resucitó con sus plegarias a una multitud de personas muertas mil años atrás, un episodio que historiza la parábola de los huesos secos del libro de Ezequiel (c. 37).
Ciro lo había hecho cargo de la enseñanza de la verdadera religión, cuando Daniel le pidió permiso para reconstruir el Templo y retornar a Judea, el rey accedió al primer pedido pero rehusó dejarlo ir alegando que “si tuviera mil profetas como tú, quisiera que todos se quedasen conmigo”. 
En otras tradiciones, sin embargo, se considera al profeta como rey de Israel tras el retorno de la Cautividad de Babilonia. Se atribuye también a Daniel la invención de la geomancia (ilm al-raml) y la autoría del libro  Usul al-Ta'bir (Principios de la Interpretación de los Sueños).
Al Masudi dice que en realidad hubo dos Daniel. El Antiguo, quien vivió entre la época de Noé y la de Abraham; autor de las mencionadas ciencias y Daniel, el Joven, tío materno de Ciro autor del Kitab al-Jafar (Libro de la Adivinación) y de numerosas predicciones sobre los reyes de Persia.

## Daniel en la tradición occidental
Daniel ha sido una figura muy importante en la tradición cristiana en razón de mencionada Profecía de las Semanas que anunciaría, según algunos teólogos, con exactitud el nacimiento y la muerte de Jesucristo. Del mismo modo sus predicciones sobre guerras apocalípticas y la sucesión de los Imperios lo hicieron un favorito de los predicadores de la Parusía, en especial a la hora de calcular la fecha de tal evento.
Como un joven estudioso, pleno de confianza en Dios, aparece en los diseños del Renacimiento, en especial en los frescos de Miguel Ángel en la Capilla Sixtina.

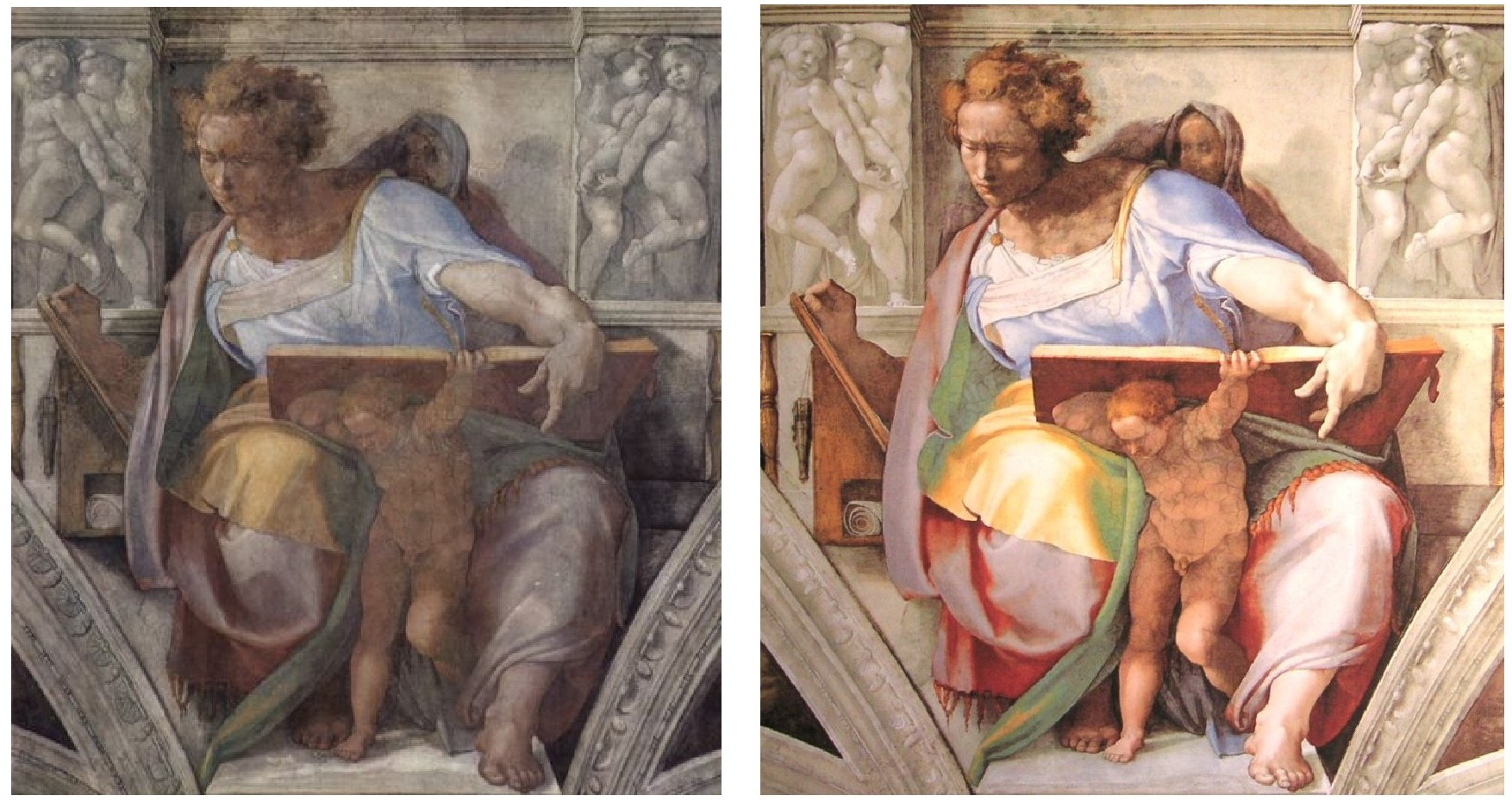
El profeta Daniel, fresco de Miguel Ángel en la Capilla Sixtina, antes y después de la restauración.